# Байбуртлу Кара Ибрагим-паша
Байбуртлу Кара́ Ибраги́м-паша́ (тур. Bayburtlu Kara İbrahim Paşa; 1620—1687) — османский государственный деятель, великий визирь с 15 декабря 1683 по 18 ноября 1685 года.

## Биография
Кара Ибрагим-паша в молодые годы участвовал в восстании Джаляли и опасаясь быть арестованным бежал в Сефевидский Иран. Вернувшись из Ирана поступил на службу к бейлербею Египта Фирари Кара Мустафе-паше, дослужившись до кетхюды. В последующие годы Кара Ибрагим-паша перешёл на службу к Мерзифонлу Кара Мустафе-паше, став сначала кетхудой, а затем главным конюшим.
С 1669 по 1673 год Кара Ибрагим-паша занимал должность бейлербея Египта.
В 1677 году Кара Ибрагим-паша был назначен командующим османским флотом, которым он оставался до 25 ноября 1678 года.
В декабре 1683 года после разгрома османов под Веной Кара Ибрагим-паша объединился с противниками великого визиря Мерзифонлу Кара Мустафы-паши. Противники великого визиря требовали отставки или казни великого визиря за провал военной кампании. 25 декабря того же года великий визирь был задушен шёлковым шнурком по приказу султана Мехмеда IV. Назначенный великим визирем ещё 15 декабря Кара Ибрагим-паша стал отправлять в отставку сторонников бывшего великого визиря и назначал на их место своих людей. В тот период шла война Священной лиги, которая шла для Османской империи неудачно, поскольку против турок объединились крупные европейские государства. В Венгрии турки потерпели поражение в сражении при Ваце, потеряли ряд городов и крепостей, включая Вышеград, Пешт и была осаждена Буда, но в октябре 1684 года она была снята. Несмотря на приказы султана отправиться на фронт и возглавить армию, великий визирь уклонялся от участия в военном походе, используя свою болезнь как предлог. 18 ноября 1685 года Кара Ибрагим-паша был уволен с поста великого визиря.
Выйдя в отставку, Кара Ибрагим-паша попросил разрешения отправиться в паломничество и стал к нему готовиться. Его противники заявили, что у него огромное богатство. Кара Ибрагим-паша был арестован, а его имущество и всё огромное состояние конфисковано в государственную казну. Бывший великий визирь был сослан на Родос, где летом 1687 года был казнён по приказу султана Мехмеда IV.